# Подковонос Мегели
Подковонос Мегели, или румынский подковонос (лат. Rhinolophus mehelyi) — вид летучих мышей семейства подковоносых. Вид назван в честь известного венгерского зоолога Лайоша Мехели (Lajos Méhelÿ 1861—1953), автора «Монографии летучих мышей Венгрии».
По размеру и окраске является промежуточным видом между малым (Rhinolophus hipposideros) и большим подковоносом (R. ferrumequinum). Особи этого вида можно спутать с молодыми особями большого подковоноса. Характерным признаком вида являются заметные, серо-бурые «очки» вокруг глаз.
Длина тела от 4,9 до 6,4 см, длина хвоста 2,1—3,2 см, размах крыльев до 31 см, масса 12—17 г. Мех относительно густой, на спине серо-бурого, на брюхе почти белого цвета.
Ареал охватывает части Южной Европы, Северной Африки и Юго-Западной Азии. Обитает в карстовых пещерах вблизи водоёмов. 
Образует большие колонии из нескольких тысяч особей. Могут совместно проживать с другими видами летучих мышей. Вылет на охоту начинается с наступлением сумерек. Питается в основном ночными мотыльками и другими мелкими насекомыми. 

## Статус популяции и охрана
Подковонос Мегели — редкий эндемичный вид, занесённый в Красную книгу России с категорией 2: сокращающийся в численности уязвимый вид.